# Zamia cunaria
Zamia cunaria là một loài thực vật thuộc họ Zamiaceae. Đây là loài đặc hữu của Panama.